# Gang van Nuck
De gang van Nuck (processus vaginalis peritonei femininus) is een uitstulping van het buikvlies met variabele lengte die zich kan uitstrekken tot in de buitenste schaamlippen van vrouwen. Het is homoloog aan de processus vaginalis bij mannen. In zeldzame gevallen kan het leiden tot een cyste of een hydrocele bij vrouwen en kan het zich ontwikkelen tot een indirecte liesbreuk. De uitstulping komt samen met het gubernaculum voor tijdens de embryonale ontwikkeling van de urinewegstelsel en voortplantingssysteem, meer specifiek tijdens de indaling van de eierstokken, en verdwijnt normaal gesproken, maar kan ook als foetaal overblijfsel aanwezig blijven. Het is voor het eerst in 1691 beschreven door de Nederlandse anatoom Anton Nuck.

Gang van Nuck en het ligamentum rotundum uteri (ronde ligament) door het lieskanaal
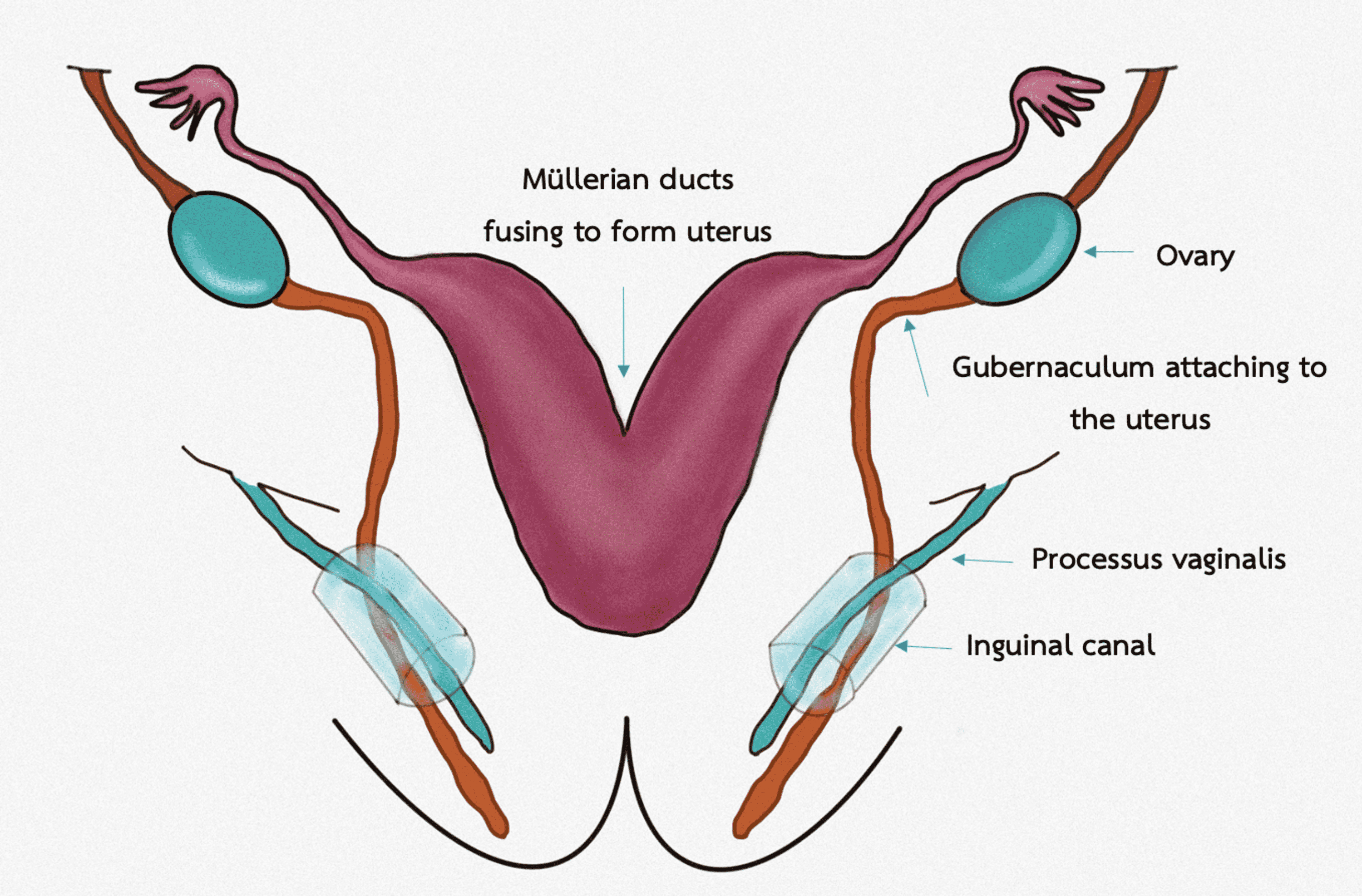
Gang van Nuck in de derde maand vanaf laatste menstruatie
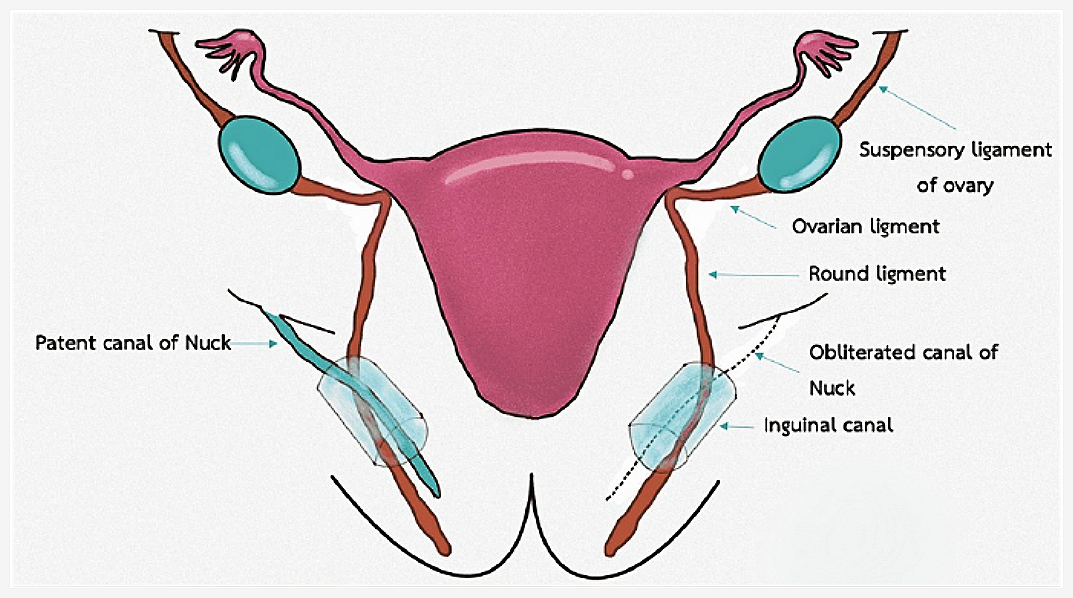
Gang van Nuck in de vierde maand vanaf laatste menstruatie. Gang van Nuck wordt afgebroken.
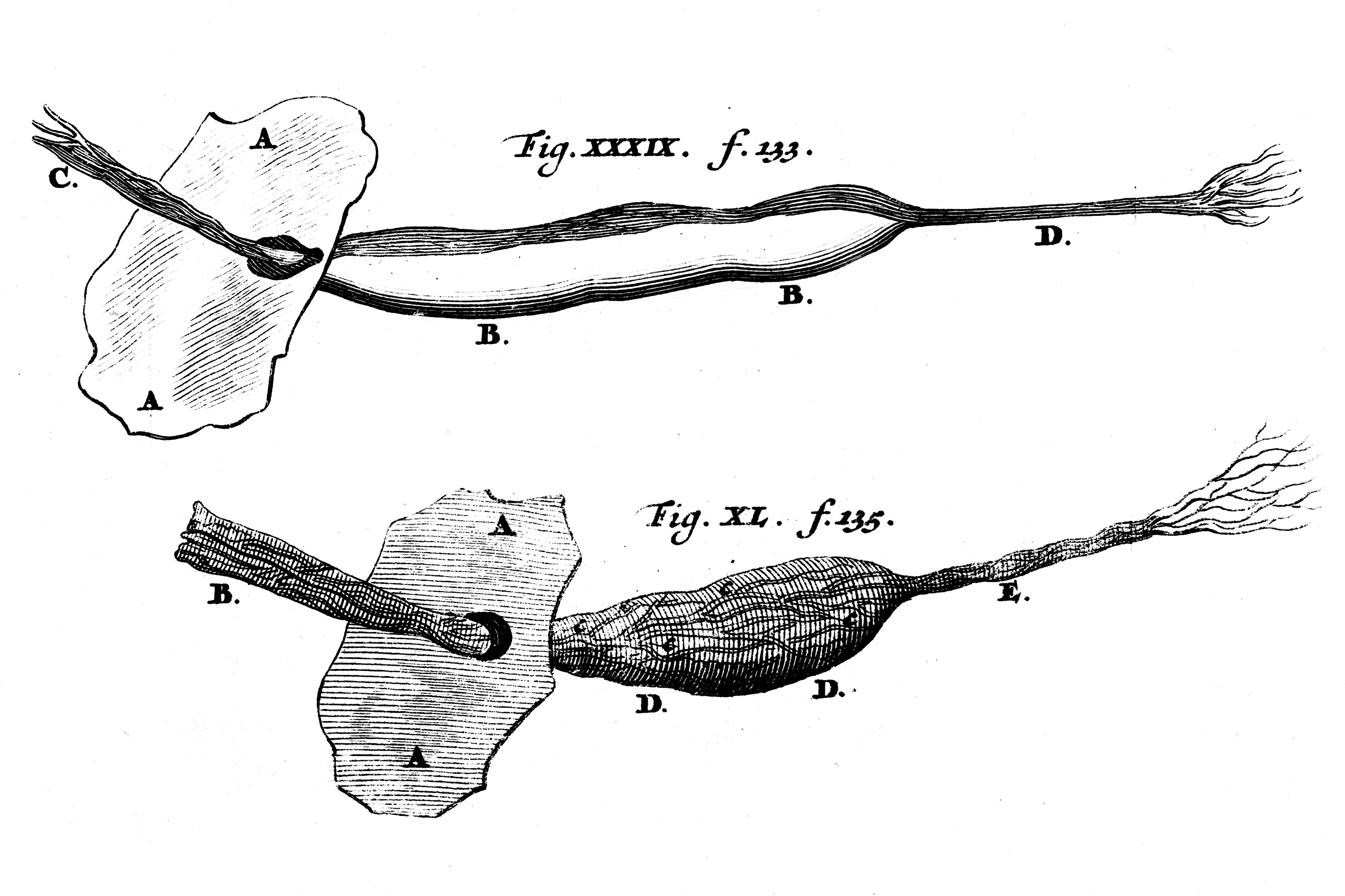
Gang van Nuck van een hond (BB fig.XXXIX)  en een vrouw (DD fig.XL). A-A = Buikvlies.
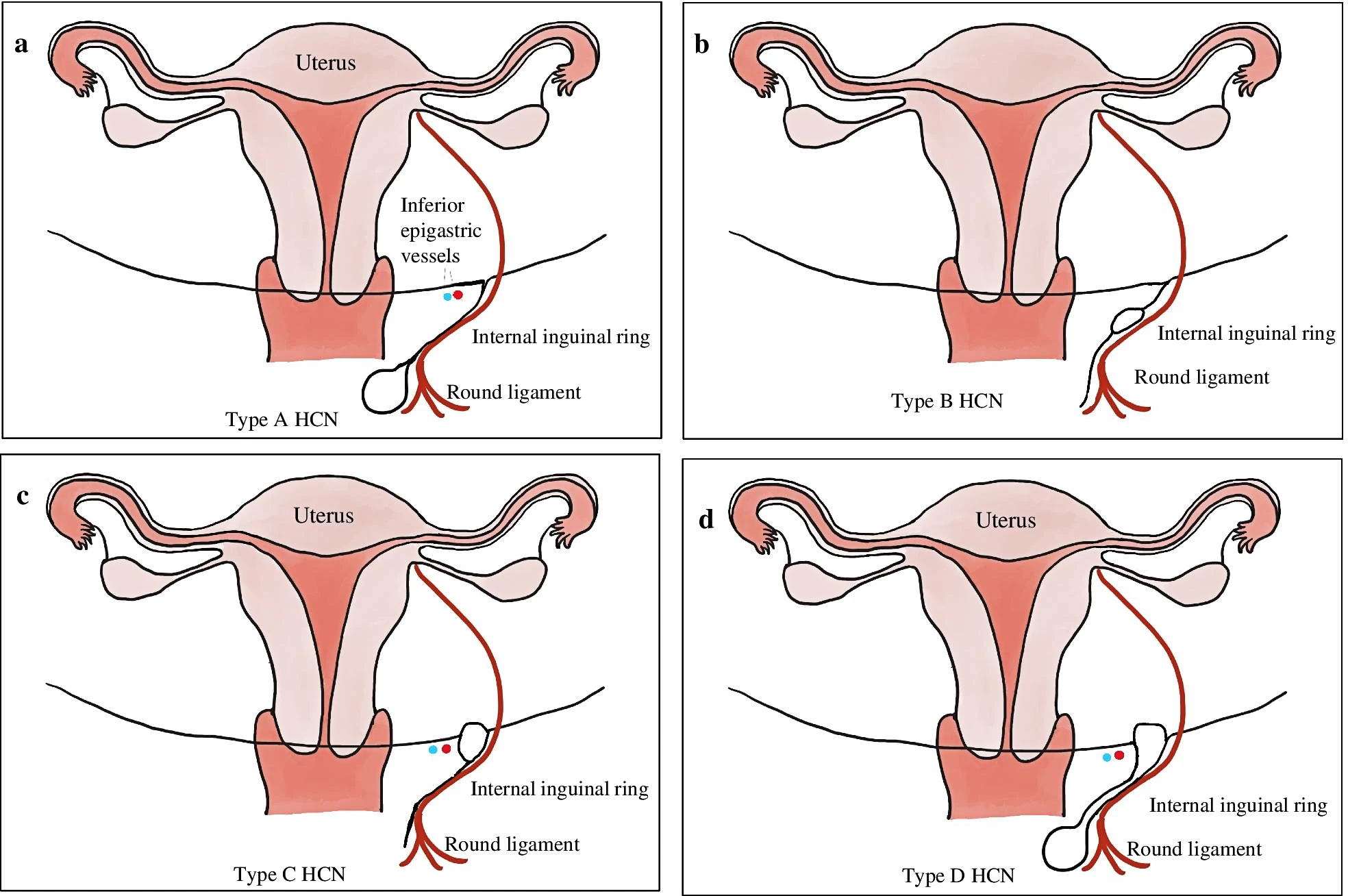
Typen hydrocelen. Inquinal ring = Lieskanaal. Round ligament = ligamentum rotundum uteri (ronde ligament)
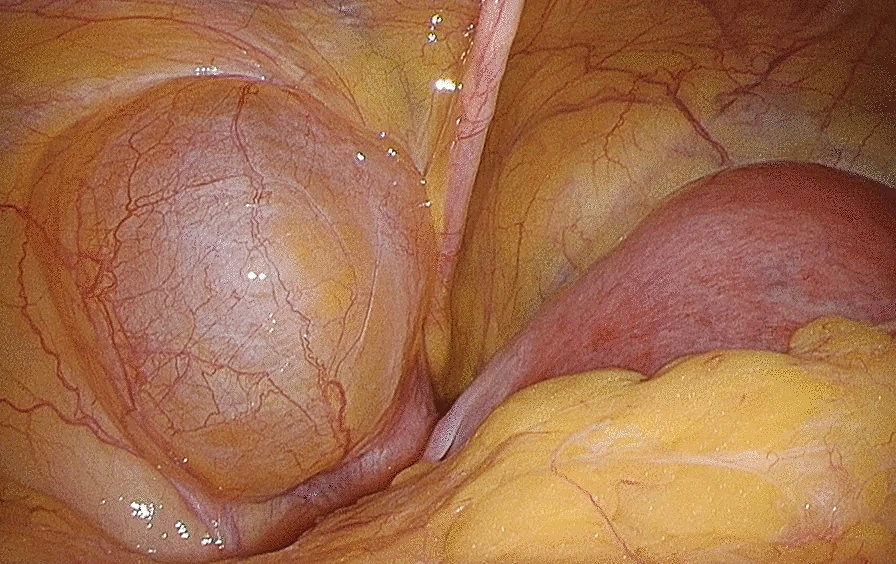
Hydrocele